# Baskervilla
Altensteinia je biljni rod iz porodice kaćunovki smješten u podtribus Cranichidinae. 
Postoji osam vrsta raširenih po Srednjoj i Južnoj Americi.

## Vrste
1. Baskervilla assurgens Lindl.
2. Baskervilla auriculata Garay
3. Baskervilla boliviana T.Hashim.
4. Baskervilla colombiana Garay
5. Baskervilla leptantha Dressler
6. Baskervilla machupicchuensis Nauray & Christenson
7. Baskervilla paranaensis (Kraenzl.) Schltr.
8. Baskervilla pastasae Garay
9. Baskervilla stenopetala Dressler
10. Baskervilla venezuelana Garay & Dunst.